# Wojanowski-Tunnel
Der Wojanowski-Tunnel (früher Rohrlacher Tunnel) ist ein Eisenbahntunnel auf der Bahnstrecke Zgorzelec–Wałbrzych (früher Görlitz-Waldenburg) und Teil der schlesischen Gebirgseisenbahn in Polen.

## Bau
Der Durchschlag des Tunnels erfolgte am 1. Dezember 1865.

## Beschreibung
Mit dem Rohrlacher Tunnel unterquert die Strecke den Tunelowa Góra (früher Tunnelberg) zwischen den Bahnstationen Wojanów (früher Schildau, Bober) und Trzcińsko (früher Rohrlach).

## Sprengung 1945
Am 8. Mai 1945 wurde der Rohrlacher Tunnel durch eine Sprengung unbrauchbar gemacht.

## Ausbau
Im Jahr 2024 wurde der Tunnel von 8,3 m auf 11 m verbreitert. Der Ausbau war erforderlich geworden, da die Gleise 2007 etwas zur Tunnelachse hin verschoben wurden und sich herausgestellt hatte, dass zwei Züge sich nicht mehr im Tunnel begegnen konnten.